# Barreteros de Zacatecas
Los Barreteros de Zacatecas fue un equipo que participó en la Liga Nacional de Baloncesto Profesional con sede en Zacatecas, Zacatecas, México.

## Historia
Fundado en el 2001 en Zacatecas, participante de la Liga Nacional de Clubes, en la cual obtuvo el campeonato nacional en su primer año, para el 2002 en la ciudad de Colima se obtuvo el 3.er lugar.
Para el 2003 con un gran equipo integrado con jugadores como: José Luis "Satanás" Arroyos, Héctor Martínez, Jeff Moore, Alejandro Rivera, entre otros, con sede en la ciudad de Zacatecas se logra, contra el gran equipo de la Ciudad de México el campeonato nacional.
Desde 2004, por vez primera, la Ciudad de Zacatecas está presente en la LNBP y se suma al Proyecto Deportivo más importante en lo que a baloncesto se refiere.
Los factores que se combinaron para que la Liga tuviera a Zacatecas dentro de las ciudades sede de algún equipo, se dan cuando el Club Dorados de Chihuahua, renuncia a su participación el año citado ya que el retiro del apoyo prometido por el Gobierno del estado les hizo imposible su participación.
Las riendas del equipo fueron tomadas por empresarios de Guadalajara que comenzaron a incumplir con algunos de los acuerdos y que sumado con los malos manejos, se complicó la situación para el Club, teniendo este problemas para solventar el gasto corriente y por si fuera poco los sueldos de los jugadores, quienes completaron todo un mes sin recibir un solo centavo de lo estipulado con la directiva, demostrando estos el gran profesionalismo y entrega hacia el Club, ya que aún pelearon con todo los colores de la camiseta.
La situación se tornó extrema cuando se anunció que el equipo se mudaba a la ciudad de Toluca, fue entonces cuando se tomó la decisión de que no era posible que -siendo ya una realidad contar con un equipo de esta Liga- se diera este cambio.
Un grupo de amigos, empresarios y deportistas zacatecanos, comenzaron a levantar la mano como candidatos a soportar el compromiso de solventar un Equipo de Liga Profesional en esta Ciudad.
El esfuerzo de dicho grupo por lograr que esta franquicia sea y se quede en esta entidad se vio cristalizado el 5 de septiembre de 2004, durante la Asamblea de Trabajo que se llevó a cabo por parte de la Consejo Directivo de la Liga Nacional de Baloncesto Profesional de México en esta ciudad de Zacatecas, en la cual, el punto más importante del orden del día fue la entrega oficial de la franquicia del Equipo Barreteros por parte del Dr. Modesto Robledo, Presidente de la Liga, a un grupo de empresarios, amigos y deportistas zacatecanos que no estaban dispuestos a que este equipo dejara la ciudad, ya que a nivel nacional y que ha sido señala gracias a su entrega como una de las mejores del país no podía quedarse sin disfrutar de este espectáculo.
Para la temporada 2008-2009 se forma un gran equipo conformado por jugadores de gran calidad tanto zacatecanos como extranjeros, los cuales tienen una gran conexión con la afición zacatecana, comprometiéndose a brindar un gran espectáculo y dar esperanzas de llegar al primer campeonato en la LNBP.

## Jugadores

### Roster ABC MEX
| Barreteras de Zacatecas Temporada 2024 |    |                              |                                  |
| C U E R P O T É C N I C O              |    |                              |                                  |
| Entrenador                             |    | Bandera de México            | Alejandro Rivera                 |
| Asistente                              |    | Bandera de México            | Gabriel Rivera                   |
| J U G A D O R A S                      |    |                              |                                  |
| Escolta                                | 3  | Bandera de Estados Unidos    | Brittany Byrd                    |
| Base/Escolta                           | 5  | Bandera de México            | Stephany Yazmín Chávez Moreira   |
| Ala-pívot                              | 7  | Bandera de México            | Stephany Esquivel Rojero         |
| Base                                   | 8  | Bandera de México            | Paola Evelyn Beltrán Araujo      |
| Alera                                  | 11 | Bandera de México            | Ángel Fierro Sánchez             |
| Ala-pívot                              | 12 | Bandera de México            | Denisse Guadalupe Tejada Sáenz   |
| Escolta                                | 14 | Bandera de México            | Indira Martínez Treviño          |
| Pívot                                  | 15 | Bandera de México            | Mónica Moguel Farrera            |
| Base                                   | 18 | Bandera de México            | Jessica Yazmín Hernández Vázquez |
| Pívot                                  | 23 | Bandera de Estados Unidos    | Monique Coker (Baja)             |
| Alera                                  | 24 | Bandera de México            | Daniela Rodríguez Molinar        |
| Escolta/Alera                          | 33 | Bandera de México            | Sandra Adelita Piñera Cerrillo   |
| Escolta                                | 34 | Bandera de Estados Unidos    | Porsche Poole (Baja)             |
| Ala-Pívot                              | 35 | Bandera de Trinidad y Tobago | Chervelle Tequana Cox            |
| = Capitán                              |    |                              |                                  |

 =  Cuenta con nacionalidad mexicana. 

### Roster
| Barreteros de Zacatecas Temporada 2016-2017 |    |                           |                                 |
| C U E R P O T É C N I C O                   |    |                           |                                 |
| Entrenador                                  |    | Bandera de Estados Unidos | Maurice Levell Riddick          |
| Asistente                                   |    | Bandera de México         | Eduardo Pérez Hernández         |
| J U G A D O R E S                           |    |                           |                                 |
| Base / Escolta                              | 1  | Bandera de Estados Unidos | Michael Brandon Provost II      |
| Escolta / Alero                             | 2  | Bandera de Estados Unidos | Ramiro Almanza Loera            |
| Ala-pívot                                   | 9  | Bandera de México         | José Guadalupe Valdez Rodríguez |
| Ala-pívot                                   | 13 | Bandera de Estados Unidos | Matthew Kemp Gwynne IV          |
| Base                                        | 15 | Bandera de México         | Sergio David Escobar Gamboa     |
| Escolta                                     | 17 | Bandera de México         | Raúl Navarro López              |
| Base                                        | 23 | Bandera de México         | Pablo Alejandro González Cabral |
| Escolta / Alero                             | 24 | Bandera de México         | Oscar Armando Murillo Hernández |
| Pívot                                       | 27 | Bandera de Estados Unidos | Benjamin James Puckett          |
| Base                                        | 35 | Bandera de Estados Unidos | Carl Devonte Jones              |
| Base                                        | 40 | Bandera de Estados Unidos | Paul Lester Marigney II         |
| Ala-pívot / Pívot                           | 41 | Bandera de México         | Edward Olubunmi Ayileke Leyva   |
| Ala-pívot                                   | 81 | Bandera de Estados Unidos | Leroy Davis III                 |
| = Capitán                                   |    |                           |                                 |

 =  Cuenta con nacionalidad mexicana. 
Actualizado al 14 de febrero de 2017.

### Jugadores destacados
José Luis "Satanás" Arroyos.- Conocido Internacionalmente, ex-seleccionado nacional, uno de los mejores jugadores que se han producido en México, estuvo en el equipo campeón en el 2001y 2003. Ya pasados los 40 años de edad fue entrenador de los Halcones Rojos de Veracruz en 2006 y 2007, este año será el entrenador de los Dorados de Chihuahua.
Jeff Moore.- Jugador extranjero nacionalizado mexicano que a la edad de 41 años marcó diferencia para que se consiguiera el campeonato nacional en el 2003. Participó con barreteros en el primer año en la LNBP (2004). A los 45 años de edad jugó con el equipo de Aguascalientes en la temporada 2007-2008.
Héctor Martínez.- Orgullosamente zacatecano, ex-seleccionado nacional, formó parte del equipo que obtuvo el campeonato nacional en 2003, ha participado en la LNBP con en equipo de los Halcones de Veracruz y regresó a los barreteros a la edad de 37 años para la temporada 2007-2008 y participará este año en el equipo de Zacatecas.
Alejandro Rivera.- Nacido en Torreón, Coah. Integrante del primer equipo de barreteros (2001), también formó parte de las filas del equipo campeón en el 2001 y 2003, preseleccionado nacional y actual entrenador de los Barreteros de Zacatecas.